# 2024年ベルギーグランプリ
2024年ベルギーグランプリ（英: 2024 Belgian Grand Prix、正式名称: Formula 1 Rolex Belgian Grand Prix 2024）は、2024年のF1世界選手権第14戦として、2024年7月28日にスパ・フランコルシャンで開催された。

## 背景
タイヤ
ピレリが持ち込んだドライ用タイヤのコンパウンドはハード（白）：C2、ミディアム（黄）：C3、ソフト（赤）：C4の組み合わせ。
| ドライ用   | ドライ用       | ドライ用   | ウェット用           | ウェット用   |
| C2         | C3             | C4         | インターミディエイト | フルウェット |
| ---------- | -------------- | ---------- | -------------------- | ------------ |
| （ハード） | （ミディアム） | （ソフト） | （小雨用）           | （大雨用）   |
DRS：2箇所
※（　）内は検知ポイント
- DRS1：ターン4より305m先から（ターン2より240m手前）
- DRS2：ターン19より30m先から（ターン18より160m手前）

特別カラーリング
アルピーヌはアメリカの映画「デッドプール&ウルヴァリン」の公開を記念して、本GPに限りA524のカラーリングを通常使われている青/ピンク/黒から映画のイメージカラーである黒/赤に変更する。
グリッド降格ペナルティ
RBの角田裕毅は、既にパワーユニット（PU）のコンポーネントが年間の上限に達しており、前戦ハンガリーGPの予選でクラッシュしたことによりマシンが大破した影響もあり、全てのコンポーネントに対し新品を投入することに踏み切った。これによりグリッド降格ペナルティを受け、決勝は最後尾グリッドからスタートする。

## エントリー
レギュラードライバー
前戦ハンガリーGPから変更なし。

## フリー走行
FP1
2024年7月26日 13:30 CEST(UTC+2) （特記のない出典: ）
- 気温：22 °C (72 °F) 路面温度：37 °C (99 °F) 天候：晴時々曇 路面状況：ドライ

FP1の前に行われたFIA F3選手権及びFIA F2選手権のフリー走行は降雨のため路面が一部濡れていたが、FP1開始前には雨が止んで路面も乾いた状態となった。前述の通り角田裕毅はパワーユニット（PU）の全コンポーネントを新品に置き換えたため最後尾グリッドへの降格が決定し、マックス・フェルスタッペンも5基目のエンジン（ICE）を投入し、10グリッド降格のペナルティを受けることになった。エステバン・オコンは開始早々に水漏れのトラブルが発生し、以後コースに出られないままFP1を終えた。トップタイムはフェルスタッペンが記録した。
FP2
2024年7月26日 17:00 CEST(UTC+2) （特記のない出典: ）
- 気温：22 °C (72 °F) 路面温度：36 °C (97 °F) 天候：曇 路面状況：ドライ

降水確率40%という予報が出ていたが、セッション中に雨が降ることはなかった。マクラーレン勢が上位を独占し、フェルスタッペンが続く。マシントラブルでFP1を走行できなかったオコンは7番手のタイムをマークした。既に最後尾グリッドへの降格が決まっている角田は決勝に向けてのロングランに徹したため、最下位でセッションを終えている。
FP3
2024年7月27日 12:30 CEST(UTC+2) （特記のない出典: ）
- 気温：18 °C (64 °F) 路面温度：21 °C (70 °F) 天候：雨 路面状況：ウェット

セッション開始直前から雨が降り出し、雨脚はどんどん強くなっていった。開始10分にはランス・ストロールがターン5（ラディオン）でクラッシュし、9分間の赤旗中断となった。再開後はさらにコースコンディションが悪化したためコースに出てくるマシンはなく、ほどなく再び赤旗中断となった。残り2分でセッションは再開されたが、コースに出てきたのは8台にとどまった。

### 各セッションの順位
| 順位  | ドライバー         | コンストラクター | タイム   |
| ----- | ------------------ | ---------------- | -------- |
| 1     | M.フェルスタッペン | レッドブル       | 1:43.372 |
| 2     | O.ピアストリ       | マクラーレン     | 1:43.903 |
| 3     | A.アルボン         | ウィリアムズ     | 1:44.099 |
| 4     | G.ラッセル         | メルセデス       | 1:44.225 |
| 5     | L.ハミルトン       | メルセデス       | 1:44.279 |
| 出典: |                    |                  |          |

| 順位  | ドライバー         | コンストラクター | タイム   |
| ----- | ------------------ | ---------------- | -------- |
| 1     | L.ノリス           | マクラーレン     | 1:42.260 |
| 2     | O.ピアストリ       | マクラーレン     | 1:42.475 |
| 3     | M.フェルスタッペン | レッドブル       | 1:42.477 |
| 4     | C.ルクレール       | フェラーリ       | 1:42.837 |
| 5     | C.サインツ         | フェラーリ       | 1:43.098 |
| 出典: |                    |                  |          |

| FP3 \| 順位 \| ドライバー \| コンストラクター \| タイム \| \| ---------- \| ------------------ \| ---------------- \| -------- \| \| 1 \| M.フェルスタッペン \| レッドブル \| 2:01.565 \| \| 2 \| O.ピアストリ \| マクラーレン \| 2:02.998 \| \| 3 \| P.ガスリー \| アルピーヌ \| 2:03.175 \| \| 4 \| L.ノリス \| マクラーレン \| 2:03.372 \| \| 5 \| E.オコン \| アルピーヌ \| 2:05.250 \| \| 出典: [18] \| \| \| \| | - 注: いずれもトップ5まで掲載。 |                  |          |
| 順位 | ドライバー                      | コンストラクター | タイム   |
| 1 | M.フェルスタッペン              | レッドブル       | 2:01.565 |
| 2 | O.ピアストリ                    | マクラーレン     | 2:02.998 |
| 3 | P.ガスリー                      | アルピーヌ       | 2:03.175 |
| 4 | L.ノリス                        | マクラーレン     | 2:03.372 |
| 5 | E.オコン                        | アルピーヌ       | 2:05.250 |
| 出典: |                                 |                  |          |

## 予選
2024年7月27日 16:00 CEST(UTC+2)（特記のない出典: ）
- 気温：18 °C (64 °F) 路面温度：22 °C (72 °F) 天候：曇のち小雨 路面状況：ウェット

「スパ・ウェザー」に翻弄される中、マックス・フェルスタッペンがトップタイムを記録した。しかし前述の通り10グリッド降格が決まっているため、予選2番手のシャルル・ルクレールが繰り上がりでポールポジションを獲得した。フェルスタッペンのチームメイトであるセルジオ・ペレスがルクレールとともにフロントローに並ぶ。
予選前に行われる予定だったFIA F2選手権のスプリントレースが延期されるほどの豪雨に見舞われたが、予選が始まるまでには雨が止んだ。しかし、路面は濡れた状態のままであり、予選中にも小雨が降り出したことでドライタイヤの出番はなく、各車とも全セッションを通してインターミディエイトタイヤでタイムアタックを行った。

### 予選結果
| 順位                  | No. | ドライバー                 | コンストラクター                        | Q1       | Q2       | Q3       | Grid |
| --------------------- | --- | -------------------------- | --------------------------------------- | -------- | -------- | -------- | ---- |
| 1                     | 1   | マックス・フェルスタッペン | レッドブル-ホンダ・RBPT                 | 1:54.938 | 1:53.837 | 1:53.159 | 11 1 |
| 2                     | 16  | シャルル・ルクレール       | フェラーリ                              | 1:55.349 | 1:54.193 | 1:53.754 | 1    |
| 3                     | 11  | セルジオ・ペレス           | レッドブル-ホンダ・RBPT                 | 1:55.139 | 1:54.470 | 1:53.765 | 2    |
| 4                     | 44  | ルイス・ハミルトン         | メルセデス                              | 1:55.692 | 1:54.037 | 1:53.835 | 3    |
| 5                     | 4   | ランド・ノリス             | マクラーレン-メルセデス                 | 1:55.582 | 1:54.358 | 1:53.981 | 4    |
| 6                     | 81  | オスカー・ピアストリ       | マクラーレン-メルセデス                 | 1:54.835 | 1:54.136 | 1:54.027 | 5    |
| 7                     | 63  | ジョージ・ラッセル         | メルセデス                              | 1:55.353 | 1:54.095 | 1:54.184 | 6    |
| 8                     | 55  | カルロス・サインツ         | フェラーリ                              | 1:55.169 | 1:54.112 | 1:54.477 | 7    |
| 9                     | 14  | フェルナンド・アロンソ     | アストンマーティン・アラムコ-メルセデス | 1:55.489 | 1:54.258 | 1:54.765 | 8    |
| 10                    | 31  | エステバン・オコン         | アルピーヌ-ルノー                       | 1:55.417 | 1:54.460 | 1:54.810 | 9    |
| 11                    | 23  | アレクサンダー・アルボン   | ウィリアムズ-メルセデス                 | 1:55.722 | 1:54.473 | n/a      | 10   |
| 12                    | 10  | ピエール・ガスリー         | アルピーヌ-ルノー                       | 1:54.911 | 1:54.635 | n/a      | 12   |
| 13                    | 3   | ダニエル・リカルド         | RB-ホンダ・RBPT                         | 1:55.451 | 1:54.682 | n/a      | 13   |
| 14                    | 77  | バルテリ・ボッタス         | キック・ザウバー-フェラーリ             | 1:55.531 | 1:54.764 | n/a      | 14   |
| 15                    | 18  | ランス・ストロール         | アストンマーティン・アラムコ-メルセデス | 1:56.072 | 1:55.716 | n/a      | 15   |
| 16                    | 27  | ニコ・ヒュルケンベルグ     | ハース-フェラーリ                       | 1:56.308 | n/a      | n/a      | 16   |
| 17                    | 20  | ケビン・マグヌッセン       | ハース-フェラーリ                       | 1:56.500 | n/a      | n/a      | 17   |
| 18                    | 22  | 角田裕毅                   | RB-ホンダ・RBPT                         | 1:56.593 | n/a      | n/a      | 20 2 |
| 19                    | 2   | ローガン・サージェント     | ウィリアムズ-メルセデス                 | 1:57.230 | n/a      | n/a      | 18   |
| 20                    | 24  | 周冠宇                     | キック・ザウバー-フェラーリ             | 1:57.775 | n/a      | n/a      | 19 3 |
| 107% time: 2:02.873 4 |     |                            |                                         |          |          |          |      |
| 出典:                 |     |                            |                                         |          |          |          |      |

追記
- ^1 - フェルスタッペンはFP1で上限基数を超えるパワーユニットのコンポーネント交換（5基目のエンジン（ICE））を行ったため10グリッド降格[12][23]
- ^2 - 角田はFP1で上限基数を超えるパワーユニットのコンポーネント交換（5基目のエンジン（ICE） / ターボチャージャー（TC） / MGU-K / MGU-H、3基目のエナジーストア（ES） / コントロールエレクトロニクス（CE））を行い、降格グリッド数（60グリッド）が15を超えたため最後尾からのスタート[12][24]
- ^3 - 周はQ1でフェルスタッペンのアタックを妨害したため3グリッド降格[25][26][注 6]
- ^4 - ウェットコンディションで行われたため、107%ルールは適用されなかった[27][注 7]

## 決勝
2024年7月28日 15:00 CEST(UTC+2) （特記のない出典: ）
- 気温：21 °C (70 °F) 路面温度：40 °C (104 °F) 天候：晴 路面状況：ドライ

ジョージ・ラッセルが1ストップ作戦を成功させ、ルイス・ハミルトンとオスカー・ピアストリの猛追を凌いでトップでチェッカーフラッグを受けた。しかし、レース後の車検で車両重量違反が発覚しラッセルは失格となり、ハミルトンが繰り上がりで今季2勝目を挙げた。ラッセルの失格についてメルセデスのチーム代表を務めるトト・ヴォルフは「1ストップで走り切ったためタイヤが想像していた以上に摩耗したことにより、マシンの重量が最低基準を下回ったのではないか」と推測している。

### レース結果
| 順位  | No. | ドライバー                 | コンストラクター                        | 周回数 | タイム/リタイア原因 | Grid | Pts. |
| ----- | --- | -------------------------- | --------------------------------------- | ------ | ------------------- | ---- | ---- |
| 1     | 44  | ルイス・ハミルトン         | メルセデス                              | 44     | 1:19:57.566         | 3    | 25   |
| 2     | 81  | オスカー・ピアストリ       | マクラーレン-メルセデス                 | 44     | +0.647              | 5    | 18   |
| 3     | 16  | シャルル・ルクレール       | フェラーリ                              | 44     | +8.023              | 1    | 15   |
| 4     | 1   | マックス・フェルスタッペン | レッドブル-ホンダ・RBPT                 | 44     | +8.700              | 11   | 12   |
| 5     | 4   | ランド・ノリス             | マクラーレン-メルセデス                 | 44     | +9.324              | 4    | 10   |
| 6     | 55  | カルロス・サインツ         | フェラーリ                              | 44     | +19.269             | 7    | 8    |
| 7     | 11  | セルジオ・ペレス           | レッドブル-ホンダ・RBPT                 | 44     | +42.669             | 2    | 7 FL |
| 8     | 14  | フェルナンド・アロンソ     | アストンマーティン・アラムコ-メルセデス | 44     | +49.437             | 8    | 4    |
| 9     | 31  | エステバン・オコン         | アルピーヌ-ルノー                       | 44     | +52.026             | 9    | 2    |
| 10    | 3   | ダニエル・リカルド         | RB-ホンダ・RBPT                         | 44     | +54.400             | 13   | 1    |
| 11    | 18  | ランス・ストロール         | アストンマーティン・アラムコ-メルセデス | 44     | +1:02.485           | 15   |      |
| 12    | 23  | アレクサンダー・アルボン   | ウィリアムズ-メルセデス                 | 44     | +1:03.125           | 10   |      |
| 13    | 10  | ピエール・ガスリー         | アルピーヌ-ルノー                       | 44     | +1:03.839           | 12   |      |
| 14    | 20  | ケビン・マグヌッセン       | ハース-フェラーリ                       | 44     | +1:06.105           | 17   |      |
| 15    | 77  | バルテリ・ボッタス         | キック・ザウバー-フェラーリ             | 44     | +1:10.112           | 14   |      |
| 16    | 22  | 角田裕毅                   | RB-ホンダ・RBPT                         | 44     | +1:16.211           | 20   |      |
| 17    | 2   | ローガン・サージェント     | ウィリアムズ-メルセデス                 | 44     | +1:25.531           | 18   |      |
| 18    | 27  | ニコ・ヒュルケンベルグ     | ハース-フェラーリ                       | 44     | +1:28.307           | 16   |      |
| Ret   | 24  | 周冠宇                     | キック・ザウバー-フェラーリ             | 5      | ハイドロリック      | 19   |      |
| DSQ   | 63  | ジョージ・ラッセル 1       | メルセデス                              | 44     | 失格                | 6    |      |
| 出典: |     |                            |                                         |        |                     |      |      |

追記
- ^FL - ファステストラップの1点を含む
- ^1 - ラッセルはレース後の車検で最低重量の798kgを下回っていた（796.5kg）ことが判明したため失格[29][34]

勝者ルイス・ハミルトンの平均速度
- 231.156 km/h (143.634 mph)

ファステストラップ
- セルジオ・ペレス - 1:44.701（44周目）

ラップリーダー
太字は最多ラップリーダー
- シャルル・ルクレール - 4周 (1-2, 11-12)
- ルイス・ハミルトン - 15周 (3-10, 20-26)
- カルロス・サインツ - 7周 (13-19)
- オスカー・ピアストリ - 4周 (27-30)
- ジョージ・ラッセル - 14周 (31-44)

## 第14戦終了時点のランキング
|       | 順位 | ドライバー                 | ポイント |
| ----- | ---- | -------------------------- | -------- |
|       | 1    | マックス・フェルスタッペン | 277      |
|       | 2    | ランド・ノリス             | 199      |
|       | 3    | シャルル・ルクレール       | 177      |
| 1     | 4    | オスカー・ピアストリ       | 167      |
| 1     | 5    | カルロス・サインツ         | 162      |
| 出典: |      |                            |          |

|       | 順位 | コンストラクター                        | ポイント |
| ----- | ---- | --------------------------------------- | -------- |
|       | 1    | レッドブル-ホンダ・RBPT                 | 408      |
|       | 2    | マクラーレン-メルセデス                 | 366      |
|       | 3    | フェラーリ                              | 345      |
|       | 4    | メルセデス                              | 266      |
|       | 5    | アストンマーティン・アラムコ-メルセデス | 73       |
| 出典: |      |                                         |          |

- 注：いずれもトップ5まで掲載。